# فرودگاه کویل لیک
فرودگاه کویل لیک (به انگلیسی: Quill Lake Airport) یک فرودگاه همگانی است که یک باند فرود چمن دارد و طول باند آن ۷۶۲ متر است. این فرودگاه در کشور کانادا قرار دارد و در ارتفاع ۵۳۳ متری از سطح دریا واقع شده است.